# Lasiurus cinereus
Lasiurus cinereus är en däggdjursart som först beskrevs av Ambroise Marie François Joseph Palisot de Beauvois 1796.  Lasiurus cinereus ingår i släktet Lasiurus och familjen läderlappar. IUCN kategoriserar arten globalt som livskraftig.

## Utseende
Arten blir med svans 99 till 143 mm lång och väger 25 till 35,7 g. Honor är lite större och cirka 20 till 25 procent tyngre än hannar. Denna fladdermus har en 40 till 64 mm lång svans, 54 till 58 mm långa underarmar, 13 till 20 mm långa öron och en vingspann på 340 till 410 mm. Pälsen på ovansidan bildas av hår som har flera mörka och ljusa avsnitt i brun, grå eller svart. Kring ansiktet förekommer gulbrun päls och nosen är mörk. De mörka vingarna är täckta av korta bruna hår och på den del av flygmembranen som ligger mellan bakbenen finns tjock päls. Några vita fläckar är glest fördelade över vingarna. Undersidan är täckt av krämfärgad päls förutom strupen som är brunaktig. I överkäken är den första premolaren ofta gömd mellan tänderna som ligger bredvid. Tandformeln är I 1/3 C 1/1 P 2/2 M 3/3, alltså 32 tänder.

## Utbredning och habitat
Denna fladdermus förekommer i stora delar av Amerika från Kanada i norr till centrala Chile och centrala Argentina i syd. I Centralamerika och norra Sydamerika har den en mera gles utbredning. Arten förekommer även på Hawaii och på Galapagosöarna.

## Ekologi
Lasiurus cinereus vilar vanligen i trädens bladverk 3 till 5 meter över marken. Ibland använder den övergivna bon av hackspettar eller av ekorrar. Ofta ligger viloplatsen vid en glänta i skogen men arten sover även i täta skogar eller i stadsparker. Sällan hittas arten i byggnader och i grottor. Individer som vilar i grottor har ofta problem att hitta utgången och de dör där. Flyget påbörjas vanligen sent efter solnedgången och sällan på eftermiddagen. På viloplatsen är individerna oftast ensam men under jakten efter insekter kan de bilda mindre flockar. Jakten sker över trädens toppar, över vattenytor eller i kulturlandskap med flera träd.
Populationer som lever under sommaren i Nordamerika vandrar mellan augusti och oktober till Mexiko eller längre söderut. Arten kan jaga vid temperaturer kort över fryspunkten. Flera individer intar vid matbrist ett stelt tillstånd (torpor).
Lasiurus cinereus jagar med hjälp av ekolokalisering. Den äter varje natt föda som motsvarar ungefär hälften av fladdermusens kroppsvikt. Honor som har diande ungar äter vanligen mer än sin kroppsvikt per natt. Parningen sker under hösten och sedan förvarar honan hannens sädesceller i sina könsorgan innan den egentliga dräktigheten börjar. Dräktighetens längd är okänd. Honan föder en till fyra ungar per kull, oftast tvillingar. Ungarna föds blinda och döva. De öppnar sina öron efter cirka 3 dagar och ögonen efter ungefär 12 dagar. Ungarna får sin flygförmåga efter cirka fyra veckor och cirka tre veckor senare slutar honan helt med digivning. Antagligen följer ungarna efter sin moder vid vandringen söderut, men uppgiften behöver bekräftelse.

## Underarter
Arten delas in i följande underarter:
- L. c. cinereus
- L. c. semotus

Wilson & Reeder (2005) listar ytterligare en underart, L. c. villosissimus.

## Bildgalleri

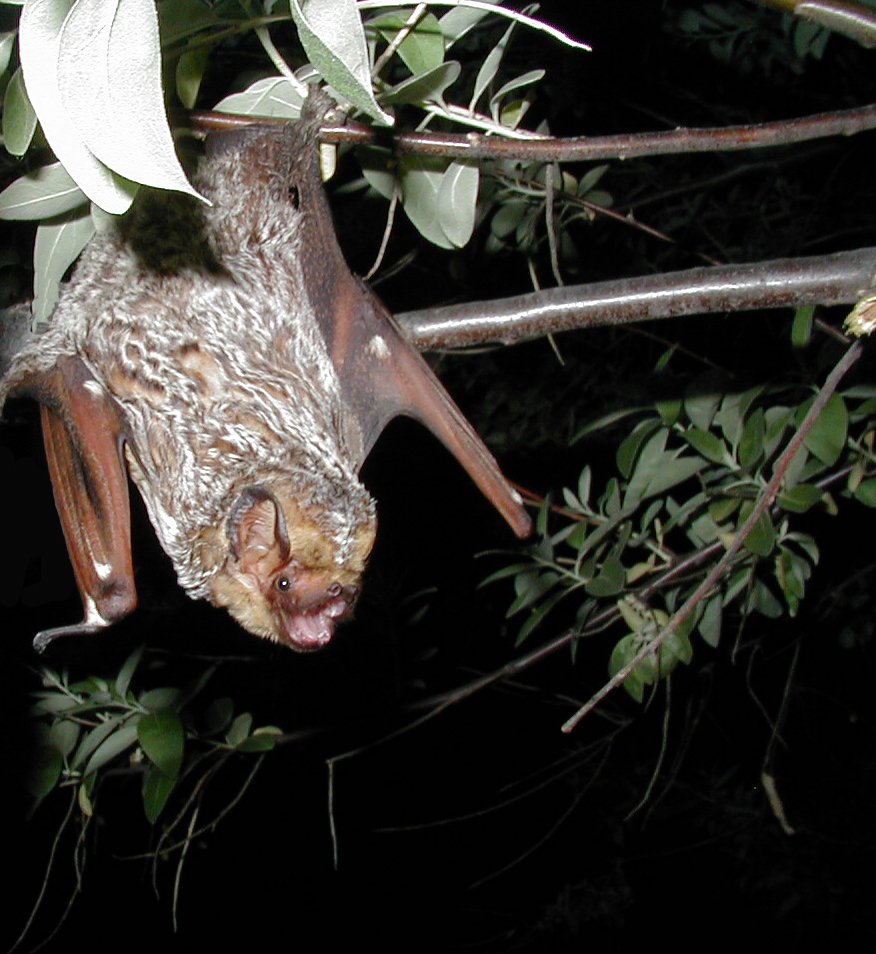
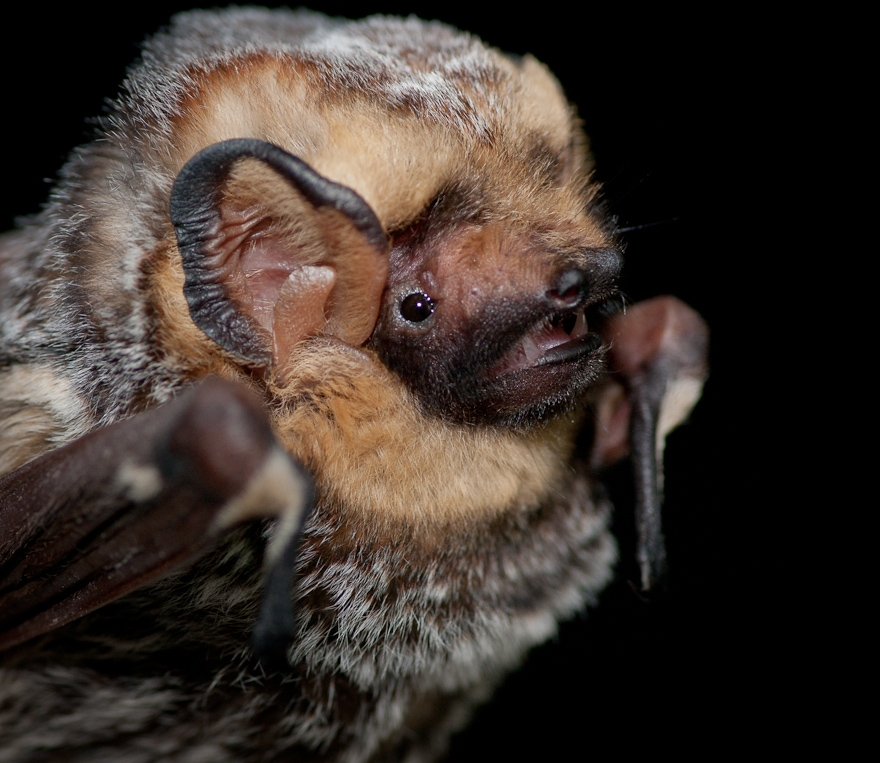
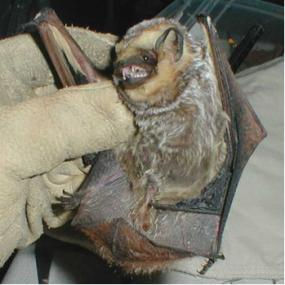
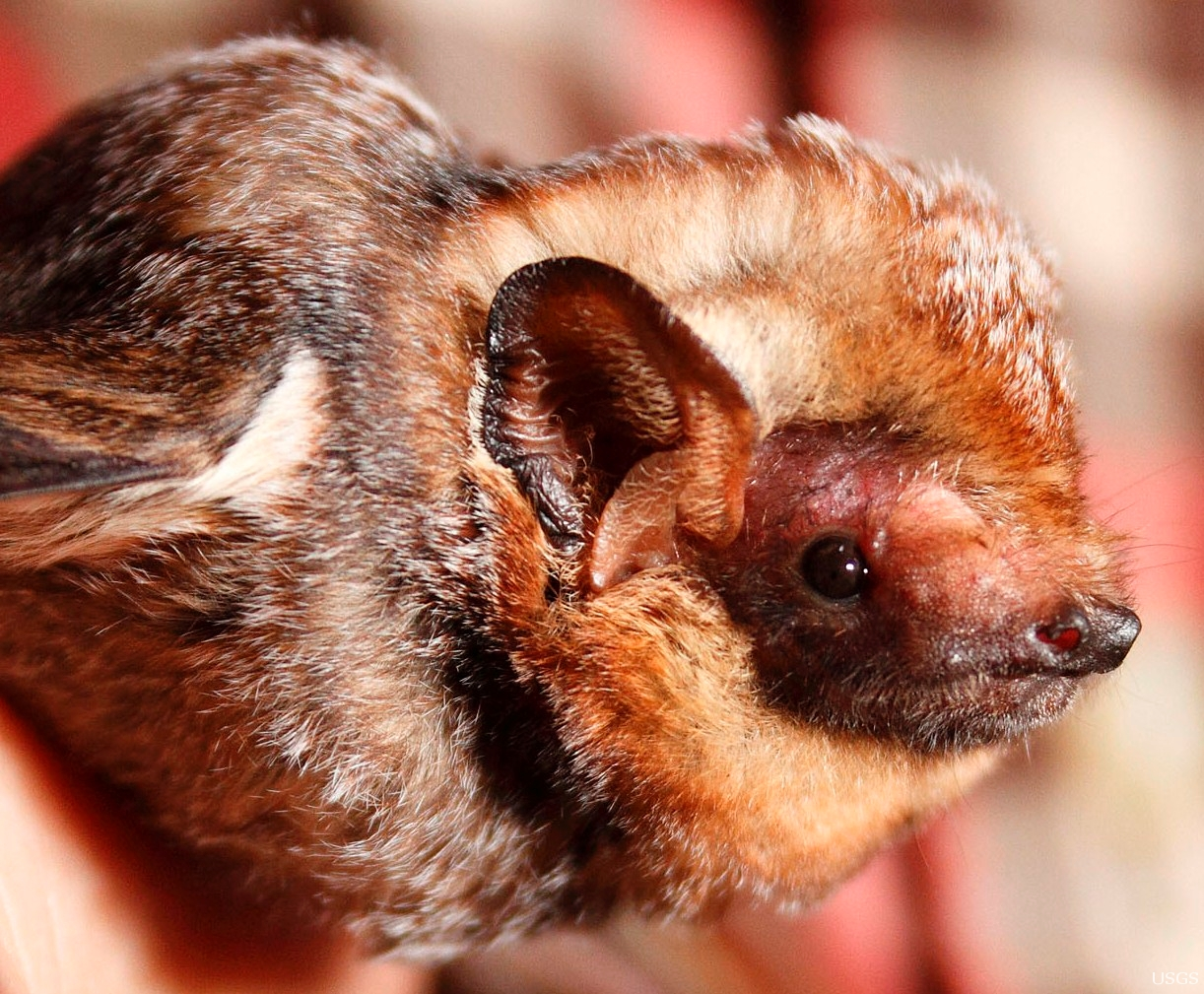